# Rohrlake (Mittenwalde)
Rohrlake ist ein Wohnplatz der Stadt Mittenwalde im Landkreis Dahme-Spreewald in Brandenburg.

## Geografische Lage
Rohrlake liegt nordwestlich des Stadtzentrums und dort unmittelbar südlich des Zülowkanals, der in diesem Bereich von Südwesten kommend in nordöstlicher Richtung verläuft. Östlich liegt der weitere Wohnplatz Vogelsang. Der Wohnplatz besteht aus wenigen Gebäuden, die über die Chauseestraße mit dem Stadtzentrum verbunden sind. Die südlichen Flächen werden landwirtschaftlich genutzt und durch einen unbenannten Graben in südöstlicher Richtung entwässert.